# NGC 3537-2
NGC 3537-2 is een lensvormig sterrenstelsel in het sterrenbeeld Beker. Het hemelobject ligt in de buurt van NGC 3537-1. 

## Synoniemen
- PGC 33752